# يوهان باول
يوهان باول (بالفرنسية: Johann Paul) هو لاعب كرة قدم مدغشقري، ولد في 5 مايو 1981 في إيسودون في فرنسا. شارك مع منتخب مدغشقر لكرة القدم. أما مع النوادي، فقد لعب مع نادي أميين ونادي باو ونادي تشاتيليراولت ونادي شاتورو ونادي فريجوس ونادي كريتيل.

## وصلات خارجية
- يوهان باول على موقع قاعدة بيانات كرة القدم.إي يو (الإنجليزية)
- يوهان باول على موقع ليكيب (الفرنسية)
- يوهان باول على موقع ناشيونال فوتبول تيمز (الإنجليزية)
- يوهان باول على موقع Soccerway.com (الإنجليزية)
- يوهان باول على موقع عالم كرة القدم.نت (الإنجليزية)